# Heaven (песня Бонни Тайлер)
«Heaven» (с англ. — «Небеса») — песня, записанная валлийской певицей Бонни Тайлер. Авторами песни являются Ронни Скот и Стив Вульф (Steve Wolfe), они же и Дэвид Макей выступили в качестве продюсеров. Песня была выпущена в июле 1977 года лейблом RCA Victor в качестве лид-сингла со второго студийного альбома Тайлер Natural Force (1978).

## Коммерческий приём
Песня не повторила успех предыдущих синглов певицы, «Lost in France» и «More Than a Lover», показав скромные позиции в чартах Германии и Австралии. В издании Record Mirror это связали с тем, что пауза между альбомами и синглами была мизерной.

## Чарты
| Чарт (1977)                   | Высшая позиция |
| ----------------------------- | -------------- |
| Австралия (Kent Music Report) | 96             |
| ФРГ (Offizielle Top 100)      | 24             |